# Hunhukwe
Hunhukwe est une ville du Botswana.